# Île du Château (Saône)
L'île du Château est une île située sur la Saône appartenant à la commune de Verdun-sur-le-Doubs.

## Description
Située au confluent de la Saône et du Doubs, elle s'étend sur environ 500 m de longueur pour une largeur de moins de 180 m. Une passerelle traversant la petite Saône permet de s'y rendre et d'y parcourir les ruines de l'ancien château.
L'écrivain et graveur britannique Philip Hamerton, passionné de nautisme et voyageur aventureux, l'a évoquée en ces termes, à la suite d'un voyage effectué sur la Saône (de Corre en Haute-Saône à Lyon) en 1886 : « À la jonction du Doubs et de la Saône, se dresse une île magnifique, parée des plus élégantes masses de feuillage. Les vues que l'on a de l'île depuis la ville et de la ville depuis l'île sont si intéressantes que, malgré l'intérêt que présente par ailleurs Verdun, un amateur de pittoresque pourrait se contenter de vivre là. Et il bénéficierait du contraste entre les deux rivières : la Saône, paresseuse et souvent opaque, le Doubs, plus rapide, plus clair, plus brillant, mais moins navigable. »

## Labellisation
L'île est le premier espace naturel sensible (ENS) propriété d'une collectivité à être labellisé ENS 71 par le conseil départemental de Saône-et-Loire. L'aménagement du site permettra l'accueil du public en 2024.